# 1940 au Québec
Cet article traite des événements survenus en 1940 au Québec. 

## Événements

### Février
- 14 février : à la suite de sa nomination comme sénateur, Athanase David démissionne de son poste de député de Terrebonne[1].
- 20 février : ouverture de la première session de la 21e législature. La mesure annoncée la plus spectaculaire est celle octroyant le droit de vote aux femmes[1].

### Mars
- 1er mars : le cardinal québécois Rodrigue Villeneuve dénonce le projet de loi sur le suffrage féminin, discuté par l’Assemblée législative. Selon lui, ce projet de loi «va à l’encontre de l’unité et de la hiérarchie familiale; parce que son exercice expose la femme à toutes les passions et à toutes les aventures de l’électoralisme; parce que, en fait, il nous apparaît que la très grande majorité des femmes de la province ne le désire pas; parce que les réformes sociales, économiques, hygiéniques, etc., que l’on avance pour préconiser le droit de suffrage chez les femmes, peuvent être aussi bien obtenues grâce à l’influence des organisations féminines, en marge de la politique.»[2].
- 26 mars : le PLC de Mackenzie King remporte l'élection générale fédérale avec 178 députés contre 40 conservateurs, 10 créditistes et 8 sociaux-démocrates. Au Québec, le score est de 61 libéraux, 1 conservateur et 4 candidats indépendants[3].

### Avril
- 11 avril : la loi sur le suffrage féminin est adoptée à l'Assemblée législative par 67 voix contre 9[4].
- 19 avril : le Québécois Gérard Côté remporte le marathon de Boston[5].
- 25 avril : la loi sur le suffrage féminin entre officiellement en vigueur[6].
- 30 avril : le gouvernement Godbout crée le Conseil supérieur du travail, chargé de le conseiller sur le monde du travail et les relations avec les employeurs. L'organisme est mis sur pied à la suite des pressions des syndicats[7].

### Mai
- 14 mai : Robert Manion démissionne de son poste de chef du Parti conservateur du Canada[8].
- 16 mai : le rapport Sirois est finalement rendu public. Selon lui, Ottawa doit assumer entièrement la responsabilité des secours aux chômeurs; les provinces doivent renoncer aux taxes sur le revenu, sur les successions et sur les corporations; Ottawa n'a aucun contrôle sur les dépenses provinciales; Ottawa a juridiction sur l'assurance-chômage et la politique des salaires; des conférences fédérales-provinciales doivent se tenir régulièrement[9].

### Juin
- 21 juin : l'Assemblée législative adopte une loi créant une taxe de 2 % sur les ventes au détail[10].
- 22 juin :
  - clôture de la session[11].
  - Adrien Arcand, chef du Parti de l'unité nationale du Canada qui prône la doctrine nazie, est interné pour le restant de la guerre[12].

### Juillet
- 10 juillet : Ottawa annonce que tous les célibataires de plus de 21 ans devront procéder à un enregistrement obligatoire à partir du 15 août. Cette annonce est la cause d'une course au mariage sans précédent au Québec[13].
- 16 juillet : Ottawa dépose la loi créant officiellement l'assurance-chômage[14].

### Août
- 6 août : le maire de Montréal, Camillien Houde, est arrêté et interné pour la durée de la guerre. Il a incité la population à ne pas obéir au décret d'enregistrement national[15].
- 7 août : Ottawa adopte la loi sur l'assurance-chômage dont l'entrée en vigueur est prévue pour le 1er juillet 1941. Les milieux nationalistes contestent cette loi qu'ils voient comme une intrusion du fédéral dans un domaine de juridiction provinciale[16].
- 20 août : la loi sur l'enrôlement obligatoire est finalement adoptée. Plusieurs personnalités, dont le député indépendant René Chaloult, y voient le prélude à la conscription[17].
- 31 août : Joseph Charbonneau devient archevêque de Montréal à la suite de la mort de son prédécesseur Georges Gauthier[18].

### Septembre
- 13 septembre : le rapport financier du trésorier provincial James Arthur Mathewson énonce que les revenus ont été de 55 650 000 $ et les dépenses de 109 millions $ pendant l'année budgétaire 1939-1940[19].
- 18 septembre : inauguration de la route reliant Mont-Laurier à Senneterre[20].

### Octobre
- 9 octobre : un groupe de 29 500 conscrits âgés entre 21 et 23 ans commencent leur entraînement obligatoire[21].
- 17 octobre : Hector Perrier est nommé secrétaire de la province[22].

### Novembre
- 11 novembre : Québec abolit les dernières rentes seigneuriales[23].
- 12 novembre : Arthur Meighen redevient chef du Parti conservateur du Canada[24].
- 19 novembre : Hector Perrier remporte l'élection partielle de Terrebonne. L'unioniste Tancrède Labbé remporte celle de Mégantic[25].

### Décembre
- 4 décembre : Alexis Bouthillier, député libéral de Saint-Jean—Napierville, est tué lorsque sa voiture est écrasée par un train à une traverse de chemin de fer[1].
- 9 décembre : Adhémar Raynault est élu maire de Montréal[26].
- 14 décembre : l'ancien ministre libéral, Gordon Wallace Scott, meurt dans le naufrage du Western Prince, torpillé par un sous-marin allemand[1].

## Naissances
- Gilles Baril (homme politique, député libéral)
- Jean-Claude Leclerc (journaliste, professeur) († 14 janvier 2023)
- 10 janvier - Guy Chevrette (homme politique)
- 28 janvier - Valery Fabrikant (criminel)
- 29 janvier - Sonia del Rio (danseuse de flamenco) († 13 octobre 2023)
- 4 février - Michelle Rossignol (actrice)  († 18 mai 2020)
- 9 février - Adrien Ouellette (enseignant et homme politique) († 2 septembre 2023)
- 11 février - Georges Brossard (notaire et entomologiste, fondateur de l'Insectarium de Montréal) († 26 juin 2019)
- 16 février - Gilles Caouette (homme politique) († 13 août 2009)
- 18 février - Micheline Labelle (anthropologue et professeure d’université) († 16 avril 2024)
- 25 février - Monica Proietti dite Monica la mitraille (voleuse de banque) († 19 septembre 1967)
- 4 mars - Paul-André Comeau (journaliste)  († 12 avril 2022)
- 7 mars - Pierre Marois (homme politique)
- 10 mars - Jean Alfred (homme politique) († 20 juillet 2015)
- 17 mars - Patricia Nolin (actrice)
- 22 mars - Dave Keon (joueur de hockey)
- 28 mars - Yves Bérubé (homme politique) († 5 décembre 1993)
- 5 avril
  - René Homier-Roy (animateur)
  - Gilles Proulx (animateur de radio)
- 15 avril - Marcel Bédard (ingénieur et homme politique)  († 1er novembre 2024)
- 30 avril - Guy Cloutier (producteur)
- 8 mai - Irwin Cotler (homme politique)
- 10 mai - Pascal Rollin (Guy Bilodeau) (acteur) († 16 août 2021)
- 20 mai - Michel Vastel (journaliste) († 28 août 2008)
- 22 mai - Michael Sarrazin (acteur) († 17 avril 2011)
- 25 mai - Monique Gagnon-Tremblay (femme politique)
- 2 juin - Guy Joron (homme politique) († 29 décembre 2017)
- 12 juin -
  - Jacques Brassard (homme politique)
  - Louisette Dussault (actrice) († 14 mars 2023)
- 14 juin - Mark Assad (homme politique)
- 24 juin- Louise Latraverse (actrice)
- 11 juillet - Yvon Charbonneau (syndicaliste et homme politique) († 22 avril 2016)
- 13 juillet - Donald Lautrec (chanteur, animateur et acteur)
- 15 juillet - Denis Héroux (réalisateur et producteur) († 10 décembre 2015)
- 8 août - Monique Jérôme-Forget (femme politique
- 16 août - Jean Ricard (comédien) († 1er février 2022)
- 24 août - Francine Lalonde (femme politique) († 16 janvier 2014)
- 19 septembre - Marc Simoneau (animateur sportif) († 3 mai 2013)
- 3 octobre - Jean Ratelle  (joueur de hockey)
- 4 octobre - Serge Bélair (animateur) († 28 septembre 2010)
- 17 octobre - Mariette Lévesque (chanteuse)
- 11 novembre - Michel Pelland (journaliste)  († 2 mars 2022)
- 12 novembre - Michel Audet (homme politique)
- 13 novembre - Daniel Pilon (acteur) († 26 juin 2018)
- 30 novembre - Pierre Foglia (journaliste) (né en France) († 29 juillet 2025)
- 10 décembre - Gilles A. Perron (homme politique)  († 11 juin 2024)
- 27 décembre - Gérard-Raymond Morin (homme politique) († 9 décembre 2024)
- 29 décembre - Jeannot Gilbert (joueur de hockey)

## Décès
- 11 février - John Buchan (ancien gouverneur général du Canada) (º 26 août 1875)
- 3 mars - Joseph Ovide Brouillard (homme politique) (º 17 janvier 1859)
- 31 août - Georges Gauthier (archevêque de Montréal) (º 9 octobre 1871)
- 2 septembre : Maude Abbott (médecine et féministe) (º 8 mars 1869)
- 14 décembre - Gordon Wallace Scott (homme politique) (º 1er octobre 1887)